# Gregorio Antonio Maria Salviati
Gregorio Antonio Maria Salviati (né le 12 décembre 1727 à Rome, alors capitale des États pontificaux et mort dans la même ville le 5 août 1794) est un cardinal italien du XVIIIe siècle.

## Biographie
Gregorio Antonio Maria Salvati exerce diverses fonctions au sein de la Curie romaine, notamment comme prélat de la Congrégation du Concile et auditeur général de la Chambre apostolique. Il est inquisiteur à Malte du 4 décembre 1753 au 19 mars 1759 et vice-légat pontifical à Avignon de 1759 à 1766.
Le pape Pie VI le crée cardinal-diacre lors du consistoire du 23 juin 1777, sans avoir reçu les ordres mineurs. Gregorio Salviati est préfet du Tribunal suprême de la Signature apostolique à partir de 1780.